# Deórbita da Mir
A deórbita da Mir foi uma reentrada atmosférica da estação espacial Russa Mir realizada no dia 23 de março de 2001. Os componentes principais tinham entre 5 e 15 anos de idade, incluindo o Módulo Principal da Mir, Kvant-1, Kvant-2, Kristall, Spektr, Priroda e o Módulo de Acoplagem da Mir. Apesar da Rússia ter estado otimista quanto ao futuro da estação, seu comprometimento com o projeto da Estação Espacial Internacional não deixou financiamento para a Mir.
A deórbita foi realizada em três fases. A primeira foi esperar que o arrasto atmosférico fizesse com que a órbita decaísse para uma média de 220 quilômetros. Isso começou com a acoplagem da Progress M1-5. A segunda fase foi transferir a estação para uma órbita de 165 x 220 quilômetros. Isso foi realizado com duas ignições dos motores de controle da Progress M1-5 as 00h32 UTC e 02h01 UTC do dia 23 de março de 2001. Após uma pausa de duas órbitas, a terceira e final fase da queda da Mir começou com a ignição dos motores da Progress e do motor principal as 05h08 UTC, durando pouco mais de 22 minutos. A reentrada numa altitude de 100 quilômetros ocorreu as 05h44 próxima de Nadi, Fiji.

## Histórico

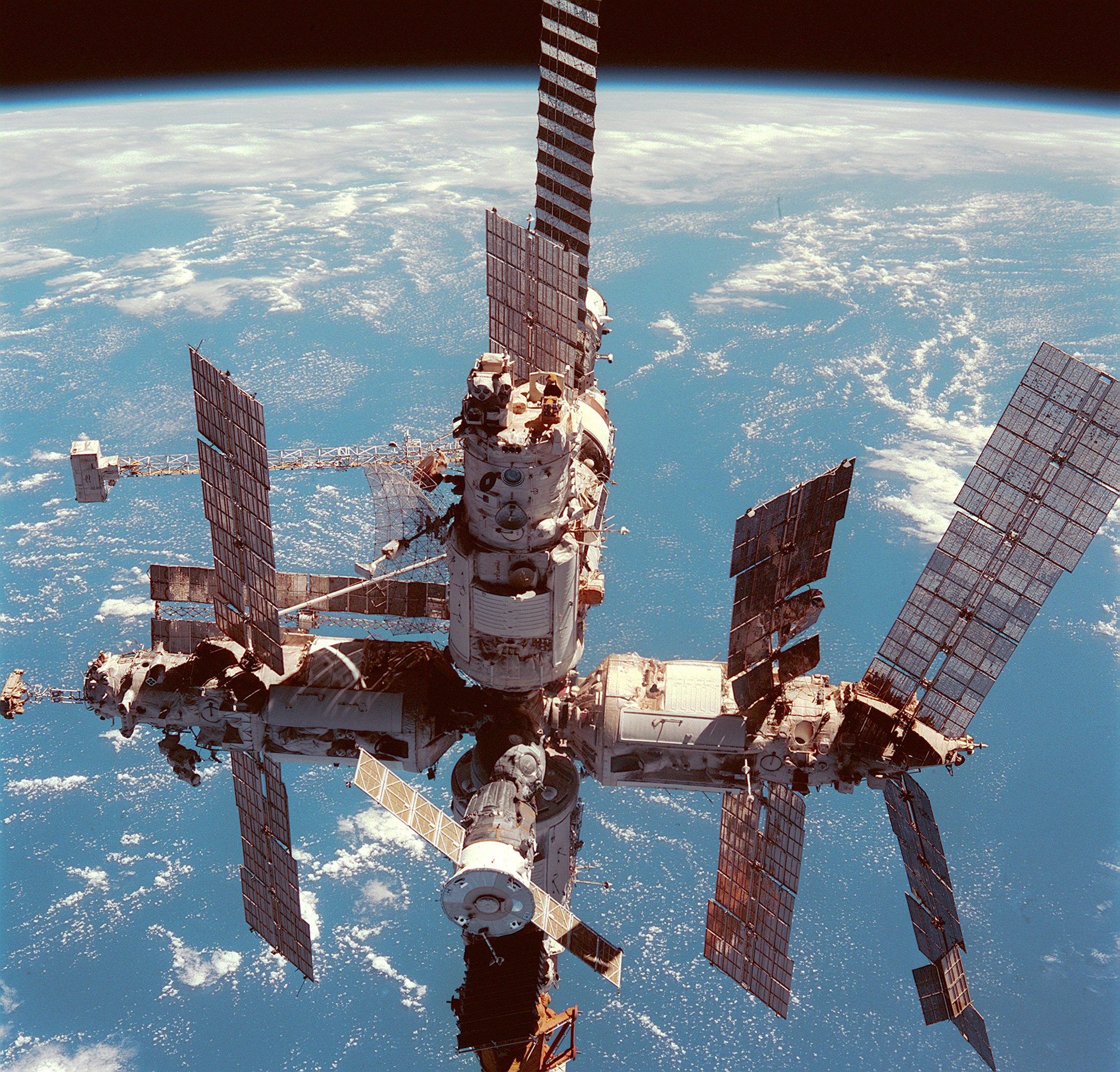
A Mir três anos antes do fim

Após o começo da construção da ISS em 1998, os recursos da Rússia foram divididos entre as duas estações. Em 2000, a Rosaviakosmos assinou um acordo com a MirCorp para alugar a estação para uso comercial, com a missão Soyuz TM-30, que esperavam preparar a estação para uso futuro e realizar pesquisas comerciais, voando naquele ano. Isso seria seguido por duas missões adicionais, incluindo voos com turistas espaciais. Devido a preocupação do governo Russo sobre se a MirCorp seria capaz de financiar esses voos, a Rosaviakosmos decidiu contra o financiamento futuro da Mir'.
A Rosaviakosmos decidiu deorbitar a Mir em novembro de 2000 e no mês seguinte o Primeiro-ministro da Rússia Mikhail Kasyanov assinou uma ordem para isso. Nessa época, a Mir já havia passado do seu tempo de vida projetado e o Diretor Geral da Rosaviakosmos Yuri Koptev acreditava que "quaisquer de seus sistemas poderiam falhar em qualquer minuto". Então, decidiram deorbitá-la enquanto ainda estava funcionando, em vez de arriscar que ela caísse fora de controle, tal como a Skylab em 1979 e a Salyut 7 em 1991, potencialmente derrubando detritos numa área populosa.

## Processo
O Grupo de Monitoramento da Deórbita da Mir, cujos membros estavam localizados no Controle de Missão e no CEOE, monitoraram toda a fase dinâmica da operação. As duas salas de controle em Moscou foram usados pela presença midiática durante as fases finais da operação. Relatórios em tempo real do Controle de Missão foram enviados via teleconferência durante cada ignição para deórbita para os porta-vozes da ESA e para representantes de várias agências espaciais. Transmissões de vídeo do Controle de Missão também foram disponibilizados para o CEOE.
Duas das três ignições do Progress M1-5, em intervalos de aproximadamente 90 minutos, foram usados para derrubar o perigeu da Mir para uma altitude de 160 quilômetros acima da superfície. O contato com a atmosfera ocorreu aos 100 quilômetros de altitude, quando alguns elementos externos e leves da Mir foram arrancados ao atravessar o ar rarefeito. Numa altitude de 90 quilômetros, o aquecimento da carcaça da Mir foi o suficiente para criar um halo brilhante de plasma aquecido. Nessa hora, o complexo orbital se desfez e vários dos elementos da Mir, envoltos pelo plasma, estavam visíveis de Fiji contra o céu da manhã. Imagens de televisão foram transmitidas ao redor do mundo em alguns minutos durante o evento. A interinidade do processo durou de cerca de 16h20 até 20h20, horário solar local. Uma curta coletiva de imprensa foi realizada no Controle de Missão para cobrir o estágio final.
Uma declaração oficial anunciou que a Mir "deixou de existir" as 05h59min24 GMT. O rastreamento final da estação foi realizado por uma base do Exército dos Estados Unidos em Kwajalein. A Agência Espacial Europeia, o Ministério da Defesa da Alemanha e a NASA também ajudaram com o rastreamento da Mir em sua órbita final e reentrada.

## Detritos
Na época, a Mir foi a maior espaçonave a reentrar na atmosfera da Terra e houve preocupações de que grandes detritos, particularmente das áreas de acoplagem, gyrodynes e a estrutura externa, pudessem sobreviver a reentrada. Entre a queda dos detritos, a Nova Zelândia liberou avisos internacionais para navios e aeronaves viajando na área do Pacífico Sul. O diretor adjunto da Autoridade de Segurança Marítima da Nova Zelândia, Tony Martin, disse que a chance de detritos acertarem os navios seria muito pequena. Uma situação parecida ocorreu no Japão, onde os moradores foram avisados a ficarem em casa durante o período de quarenta minutos quando os detritos deveriam cair. Os oficiais locais admitiram que as chances de acidente eram bem pequenas. A localização da Mir foi anunciada após a reentrada, sendo de 40° S, 160° O no Oceano Pacífico Sul. Os detritos se espalharam numa área de cerca ±1 500 quilômetros em linha reta e ±100 quilômetros lateralmente, reduzida da estimativa inicial devido ao ângulo de reentrada fechado.

## Ligação externa
- Cobertura animada da deórbita